# قزل كن
قزل كن (بالفارسية: قزل کن) هي قرية تقع في قسم تشناران الريفي (مقاطعة تشناران) في إيران. يقدر عدد سكانها بـ 898 نسمة بحسب إحصاء 2016.